# Division No 16 (Manitoba)
Pour les articles homonymes, voir Division No 16.
La division No 16 est une des divisions de recensement du Manitoba (Canada).

## Liste des municipalités

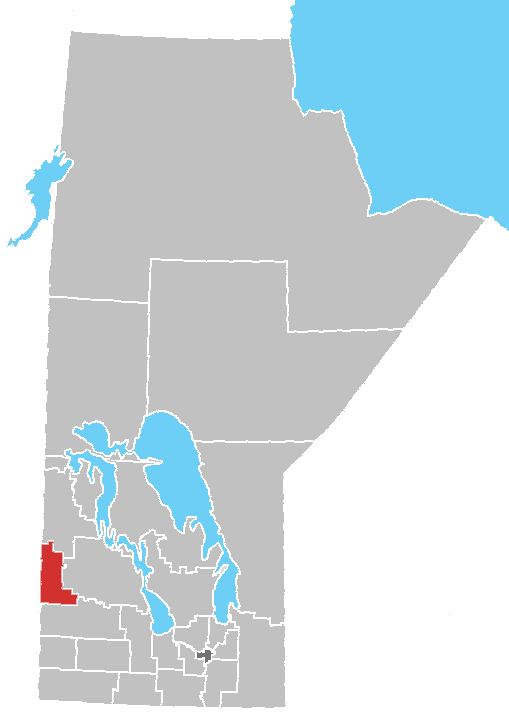
Localisation de la Division No 16

Municipalité rurale
- Hillsburg
- Rossburn
- Russell
- Shell River
- Shellmouth-Boulton
- Silver Creek

Ville (Town)
- Roblin
- Rossburn (en)
- Russell

Village
- Binscarth

Réserve indienne
- Gambler 63 (Partie)
- Valley River 63A (en)
- Waywayseecappo First Nation (en)